# Silverio Izaguirre
Silverio Izaguirre Sozabalbere (San Sebastián, 31 agosto 1897 – San Sebastián, 19 novembre 1935) è stato un calciatore spagnolo, di ruolo attaccante.

## Palmarès

### Nazionale
- Argento olimpico: 1

Anversa 1920